# Gemarkung Froschgrün
Die Gemarkung Froschgrün mit der Gemarkungsnummer 091911 ist eine Gemarkung im Landkreis Hof (Regierungsbezirk Oberfranken, Bayern). Die Gemarkung liegt vollständig im Gemeindegebiet der Stadt Naila. Sie hat eine Fläche von 3,008 km² und ist in 610 Flurstücke aufgeteilt, die eine durchschnittliche Fläche von 4931,94 m² haben. In ihr liegen die Gemeindeteile Mittelklingensporn, Naila-Froschgrün und Schneckengrün. Benachbarte Gemarkungen sind Naila im Westen und Süden, Reitzenstein im Norden, Rodesgrün und Berg im Osten.